# Солонцовий (район імені Лазо)
Солонцо́вий (рос. Солонцовый) — селище у складі району імені Лазо Хабаровського краю, Росія. Входить до складу Долминського сільського поселення.

## Населення
Населення — 337 осіб (2010; 382 у 2002).
Національний склад (станом на 2002 рік):
- росіяни — 91 %